# Abdel Aziz ben Habtour
Abdel Aziz ben Habtour (en arabe : عبد العزيز بن حبتور), né le 8 août 1955 à Chabwa, est un homme d'État yéménite. Il est de 2014 à 2015, gouverneur d'Aden, puis, de 2016 à 2024, Premier ministre dans le gouvernement houthi.

## Biographie
Il dirige brièvement le gouvernorat d'Aden de décembre 2014 à juillet 2015. Au début de la guerre civile yéménite, il est ainsi un partisan du président Abdrabbo Mansour Hadi, qu'il accueille à Aden après sa fuite de Sanaa. Ensuite, lors de l'entrée des rebelles Houthis dans la ville en mars 2015, il apporte son soutien à l'opération Tempête décisive. 
Par la suite, il fuit la ville lors de la bataille d'Aden. Son adjoint, Nayef al-Bakri, lui succède après la libération de la ville.
Le 2 octobre 2016, les Houthis le chargent de former un gouvernement dissident. Le 4 octobre, il forme son gouvernement composé de vingt-sept ministres,. Il est le deuxième pro-Hadi à faire défection après le président du Parlement, Yahya Ali al-Raie,. Le 28 novembre 2016, le gouvernement est remanié. La nouvelle équipe, totalisant quarante-deux ministres, est composée de Houthis et des membres pro-Saleh du Congrès général du peuple. Le 10 décembre 2016, le gouvernement obtient la confiance des 156 membres de la Chambre des députés présents.
Le 6 avril 2017, il démissionne, après des tensions avec les Houthis. En effet, Saleh al-Sammad avait refusé que le ministre des Affaires étrangères Hicham Charaf Abdallah soit, comme voulu par le Congrès général du peuple, aussi ministre du Plan. Le 13 décembre 2017, quelques jours après la mort d'Ali Abdallah Saleh lors de la bataille de Sanaa contre les Houthis, il décide de retirer sa démission.